# 3040 Kozai
3040 Kozai è un asteroide areosecante. Scoperto nel 1979, presenta un'orbita caratterizzata da un semiasse maggiore pari a 1,8407608 UA e da un'eccentricità di 0,2004107, inclinata di 46,63739° rispetto all'eclittica.